# Таштыкурятмас
 Таштыкурятмас  — горный хребет на Южном Урале. Находится на территории Абзелиловского района РБ.
Хребет Таштыкурятмас Башкирского (Южного) Урала протянулся по меридиану от широты д. Абзелилово до широты д. Кушеево в Абзелиловском районе РБ.
Длина — 13 км, ширина — 2 км. Максимальная высота — 656 м. (г. Олотау)
Хребет сложен из известняков и доломитов турнейского яруса и башкирского яруса.
Дает начало рекам — притокам рек Магак, Янгелька. В основании хребта находится озеро Чебаркуль.
Ландшафты — сосновые, берёзовые, лиственничные леса, горные степи на серых лесных почвах и луговыми степями на обыкновенных и лугово-чернозёмных почвах.

## Топонимика
Название хребта произошло от башкирских слов «ташты» — каменистый и «ҡоро ятмаҫ» — непересыхающий.